# Renê Weber
Renê Weber (Roque Gonzales, 16 de julio de 1961, Río de Janeiro - 16 de diciembre de 2020) fue un futbolista y entrenador brasileño. Dirigió al Al-Shaab de Emiratos Árabes Unidos.

## Clubes

### Como futbolista
| Club          | País   | Año         |
| ------------- | ------ | ----------- |
| Internacional | Brasil | 1983        |
| Fluminense    | Brasil | 1984 - 1992 |

### Como entrenador
| Club                  | País                   | Año         |
| --------------------- | ---------------------- | ----------- |
| America Football Club | Brasil                 | 2002        |
| Sporting Cristal      | Perú                   | 2003        |
| Brasil sub-20         | Brasil                 | 2004 - 2005 |
| Al-Shabbab            | Emiratos Árabes Unidos | 2006        |
| Sharjah FC            | Emiratos Árabes Unidos | 2007        |
| Criciúma              | Brasil                 | 2007        |
| Vila Nova             | Brasil                 | 2008        |
| Caxias                | Brasil                 | 2009        |
| Figueirense           | Brasil                 | 2010        |
| Anapolina             | Brasil                 | 2010        |
| Al-Shaab              | Emiratos Árabes Unidos | 2011        |